# Míssil ar-ar

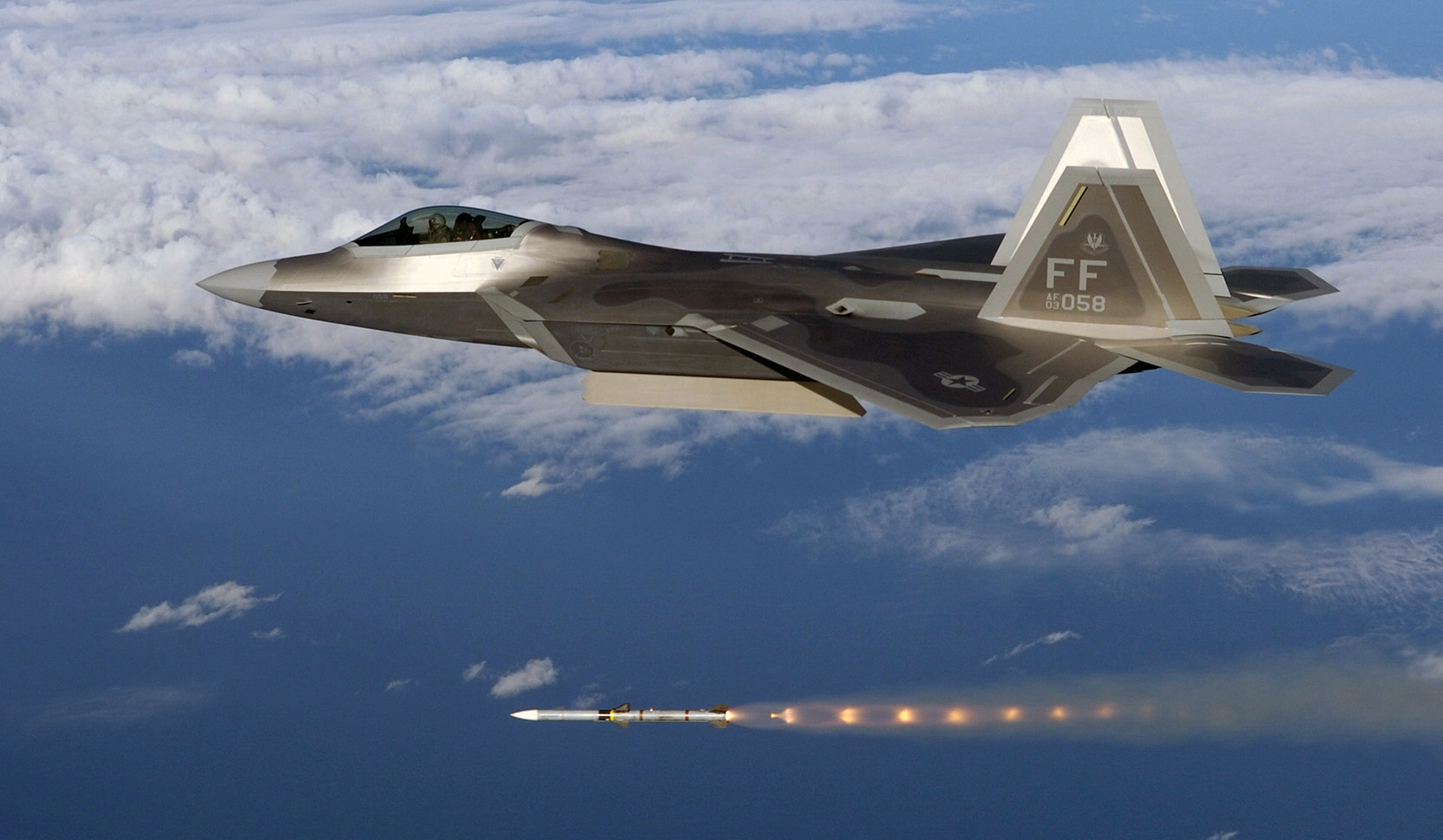
Um F-22 Raptor da Força Aérea dos Estados Unidos disparando um AIM-120 AMRAAM.

Um míssil ar-ar (AAM) é um míssil disparado de uma aeronave com o propósito de destruir outra aeronave. Mísseis ar-ar são tipicamente alimentados por um ou mais motores de foguete, geralmente com combustível sólido, mas às vezes também alimentados com combustível líquido. Os motores Ramjet, como os usados no MBDA Meteor (atualmente em desenvolvimento), estão emergindo como a propulsão que permitirá que os futuros mísseis de médio alcance possam manter a velocidade média mais elevada em todo o seu engajamento.

## História
O míssil ar-ar surgiu dos foguetes ar-ar não guiados, utilizados durante a Primeira Guerra Mundial. Os foguetes Le Prieur, às vezes eram ligados aos suportes dos biplanos e disparados eletricamente, geralmente contra os balões de observação, por tais pilotos como Albert Ball e A. M. Walters. Frente à superioridade aérea dos Aliados na Segunda Guerra Mundial, a Alemanha investiu esforços consideráveis em pesquisa de mísseis, usando primeiramente os foguetes não guiados R4M, e posteriormente os primeiros foguetes guiados como o Ruhrstahl X-4.

## Importância
O míssil ar-ar mudou a história da guerra aérea   uma vez que ele ampliou em sobremaneira as capacidades combativas do avião de guerra. O míssil e o radar embarcado permitiu que o combate aéreo  fosse travado a distâncias cada vez maiores. A cada geração o míssil se tornou mais preciso e confiável, com melhorias muito importantes no seu alcance e em seu espectro de engajamento. Por este motivo duas considerações devem ser feitas: a primeira é que força aérea nenhuma deve abrir mão de possuir este artefato; em segundo lugar a diferença de gerações entre um mísseis pode ter consequências desastrosas, de maneira que uma força aérea deve se preocupar em possuir mísseis de geração atual.  Durante a Guerra das Malvinas tanto o Reino Unido como a Argentina fizeram uso de misseis Sidewinder, contudo de gerações diferentes (A argentina usou a versão "9B" e o Reino Unido usou o "9L"). A diferença geracional deu imensa vantagem para o Reino Unido.

## O esforço brasileiro
A partir do segundo  quinquênio da década de 1970 o Brasil passou a desenvolver um míssil ar-ar denominado "MAA-1 Piranha". Em muito inspirado no Sidewinder estadunidense, o "Piranha" objetivava aprimorar a autonomia do país em matéria de armamentos sensíveis. Para o seu desenvolvimento, foi fundamental o conjunto de estudos e ensaios feitos pelo Centro Técnico Aeroespacial" (CTA), localizado em São José dos Campos.
O projeto se mostrou justificável por uma série de acontecimentos dos anos de 1970, o que fez o projeto perdurar até os nossos dias: a intransigência dos EUA em fornecer novas gerações do Sidewinder para a FAB foi uma delas. Em 1978, com a revolução no Irã, os EUA embargaram o fornecimento de armas para o Irã, que teve que sobreviver com "soluções da casa" em uma guerra de oito anos contra o Iraque. A Revolução Iraniana influenciou o legislativo federal estadunidense a não fornecer suas melhores armas para países do sul subdesenvolvido, na medida que os embargos feitos ao Irã eram observados com atenção pelo resto do  mundo, inclusive pelo Brasil. Em abril de 1982 tem início à "Guerra das Malvinas", situação que a Argentina teve que lutar com a mesma geração de mísseis Sidewinder que possuía a FAB, ou seja, a versão "9b" que se mostrou muito limitada em relação a versão "9l" usada pelos britânicos. Não obstante, a Argentina foi obrigada a lutar sob intenso embargo ocidental e os sistemas de armas argentinos começaram a  sofrer com a falta de peças de reposição. Seria impossível para o país se abastecer de sistemas sensíveis, como mísseis de todos os tipos.
A "Guerra das Malvinas" foi, talvez, o maior impulso para que os brasileiros desenvolvessem o seu próprio míssil, sem depender do fornecimento das grandes potências. 
É importante observar que as dificuldades para a construção de um míssil nacional não se restringia apenas às demandas da engenharia aeronáutica.  Uma das dificuldades governamentais para a obtenção do "MAA -1 Piranha" residia também na quuestão da organização industrial. "Qual seria a indústria que produziria o míssil?" Essa pergunta era portadora da principal dificuldade técnica do programa. Dificilmente uma indústria privada fora do setor armamentista arcaria com tal responsabilidade, ainda que ganhasse o projeto pronto do CTA.  A crise econômica da década de 1980 tornava a questão ainda  ais complexa. O "Piranha" foi assumido primeiramente pela "Órbita", uma empresa do setor aeroespacial que logo fechou as portas. O projeto foi então assumido pela "Engemissíl", uma subsidiária da ENGESA, que se especializara no setor aeronáutico. Com a falência da ENGESA , no anos de 1993,  o projeto ficaria novamente sem uma empresa responsável pela produção.   O "Piranha" foi assumido pela Mectron, então uma subsidiária da Embraer que desenvolve a missilíssima até os nossos dias.
Na primeira década do século XXI o governo brasileiro foi procurado pela África do Sul que tinha a proposta de um projeto de cooperação militar: passando por crise econômica, o África do Sul estava sem recursos para concluir o projeto do míssil ar-ar "A Darter". A partir de 2006 o Brasil começou a apoiar o projeto, em um esforço que envolvia a Mectron, o CTA e a Universidade Federal de São Carlos. A participação brasileira  foi fundamental para a conclusão do sistema óptico do míssil. 

## Lista de mísseis Ar-Ar
| Peso    | Nome do Míssil            | País de origem           | Período de fabricação e uso       | Peso da ogiva | Tipo de ogiva                                  | Alcance     | Velocidade |
| 43.5 kg | Molniya R-60              | União Soviética · Rússia | 1974-                             | 3 kg          | expansão da haste                              | 8 km        | Mach 2.7   |
| 86 kg   | Raytheon AIM-9 Sidewinder | Estados Unidos           | 1956-                             | 9.4 kg        | Anular fragmentada                             | 18 km       | Mach 2.5   |
| 87.4 kg | Diehl IRIS-T              | Alemanha                 | 2005-                             | 11.4 kg       | Fragmentação                                   | 25 km       | Mach 3     |
| 88 kg   | MBDA AIM-132 ASRAAM       | Reino Unido              | 2002-                             | 10 kg         | Explosão/fragmentação                          | 18 km       | Mach 3+    |
| 89 kg   | Matra R550 Magic/Magic 2  | França                   | 1976-1986 (Magic) 1986- (Magic 2) | 12.5 kg       | Explosão/fragmentação                          | 15 km       | Mach 2.7   |
| 105 kg  | Vympel R-73               | Rússia                   | 1982-                             | 7.4 kg        | Fragmentation                                  | 20–40 km    | Mach 2.5   |
| 112 kg  | MBDA MICA-EM/-IR          | França                   | 1996- (EM) 2000- (IR)             | 12 kg         | Explosão/fragmentação (estilhaços focalizados) | > 60 km     | Mach 4     |
| 118 kg  | Rafael Derby              | Israel                   | 1990-                             | 23 kg         | Explosão/fragmentação                          | 50 km       | Mach 4     |
| 152 kg  | Raytheon AIM-120D AMRAAM  | Estados Unidos           | 2008                              | 18 kg         | Explosão/fragmentação                          | 180 km      | Mach 4     |
| 152 kg  | Raytheon AIM-120C AMRAAM  | Estados Unidos           | 1996                              | 18 kg         | Explosão/fragmentação                          | 105 km      | Mach 4     |
| 152 kg  | Raytheon AIM-120B AMRAAM  | Estados Unidos           | 1994-                             | 23 kg         | Explosão/fragmentação                          | 48 km       | Mach 4     |
| 175 kg  | Vympel R-77               | Rússia                   | 1994-                             | 22 kg         | Explosão/fragmentação                          | 160 km      | Mach 4.5   |
| 154 kg  | Astra                     | Índia                    | 2010-                             | 15 kg         | Fragmentação direcional                        | 80-110+ km  | Mach 4.5+  |
| 185 kg  | MBDA Meteor               | União Europeia           | 2012-                             | ?             | Explosão/fragmentação                          | 100+ km     | Mach 4+    |
| 748 kg  | K-100                     | Índia · Rússia           | 2010-                             | 50 kg         | Fragmentação direcional                        | 200-400+ km | Mach 4+    |